# Minchinabad
Minchinabad (en ourdou : مِنچِن آباد) est une ville pakistanaise, située dans le district de Bahawalnagar, dans l'est de la province du Pendjab. Elle est également la capitale du tehsil éponyme.
La population de la ville a été multipliée par plus de huit entre 1972 et 2017 selon les recensements officiels, passant de 7 112 habitants à 56 526. Entre 1998 et 2017, la croissance annuelle moyenne s'affiche à 4,3 %, nettement supérieure à la moyenne nationale de 2,4 %. Selon le recensement de 2023, la population de la ville monte à 67 164 habitants.
|            | 1972 (rec.) | 1981 (rec.) | 1998 (rec.) | 2017 (rec.) | 2023 (rec.) |
| ---------- | ----------- | ----------- | ----------- | ----------- | ----------- |
| Population | 7 112       | 14 550      | 25 480      | 56 526      | 67 164      |